# Tezontepec
Tezontepec är en kommunhuvudort i Mexiko.   Den ligger i kommunen Villa de Tezontepec och delstaten Hidalgo, i den sydöstra delen av landet, 60 km nordost om huvudstaden Mexico City. Tezontepec ligger 2 331 meter över havet och antalet invånare är 5 369.
Terrängen runt Tezontepec är platt åt nordväst, men åt sydost är den kuperad. Runt Tezontepec är det ganska tätbefolkat, med 58 invånare per kvadratkilometer. Närmaste större samhälle är Don Antonio, 12,0 km väster om Tezontepec. Omgivningarna runt Tezontepec är i huvudsak ett öppet busklandskap.